# Rhopus geminus
Rhopus geminus är en stekelart som beskrevs av Prinsloo 1989. Rhopus geminus ingår i släktet Rhopus och familjen sköldlussteklar. Inga underarter finns listade i Catalogue of Life.